# Arrondissement Clamecy
Clamecy is een arrondissement van het Franse departement Nièvre in de regio Bourgogne-Franche-Comté. De onderprefectuur is Clamecy.

## Kantons
Het arrondissement was tot 2014 samengesteld uit de volgende kantons:
- Kanton Brinon-sur-Beuvron
- Kanton Clamecy
- Kanton Corbigny
- Kanton Lormes
- Kanton Tannay
- Kanton Varzy

Sinds de herindeling van de kantons bij decreet van 18 februari 2014, met uitwerking op 22 maart 2015, is het samengesteld uit volgende kantons :
- Kanton Clamecy
- Kanton Corbigny